# Romany Malco
Romany Malco est un acteur et producteur de musique américain né le 18 novembre 1968 à Brooklyn, New York (États-Unis).
Il est surtout connu pour avoir joué Conrad Shepard dans la série télévisée Weeds, de la chaîne Showtime.

## Biographie
Sa famille proche et lui sont originaires de Trinidad avec de la famille plus éloignée provenant du Venezuela. Lorsqu'il était adolescent, il a déménagé à Baytown au Texas où il est allé au lycée Ross S. Sterling High School. Après l'équivalent américain du bac, il a formé le groupe de rap R.M.G. Le groupe est ensuite parti s'installer à Los Angeles où Ils ont signé un contrat avec Virgin Records. Ils ont changé de nom pour College Boyz et leur titre Victim of the Ghetto de l'album Radio Fusion Radio a été n°2 des charts rap.
En 2008, il s'est marié avec l'ancienne patineuse Taryn Dakha, qui est aussi la doublure cinéma de Jessica Alba. Ils s'étaient rencontrés en 2007 sur le tournage du film The Love Guru, sorti en 2008. Ils habitent à Los Angeles.

## Filmographie
- 1998 : Les Anges du bonheur (Touched by an Angel) (série télévisée) : Bulldog
- 1998 : For Your Love (série télévisée) : Frank 'Heavyhands' Cato
- 1999 : The Wrecking Crew : Chewy
- 1999 : Urban Menace (vidéo) : Syn
- 1999 : Corrupt : Snackbar Dude
- 2000 : True Vinyl : Nite Owl
- 2000 : Coup monté (The Prime Gig) : Zeke
- 2000 : Unité 9 (Level 9) (série télévisée) : Jerry Hooten
- 2001 : The Château : Allen 'Rex' Granville
- 2001 : Explosion imminente (Ticker) : T.J.
- 2001 : Too Legit: The MC Hammer Story (TV) : M.C. Hammer
- 2002 : White Boy : Mike Robinson
- 2002 : Le Smoking (The Tuxedo) : Mitch
- 2003 : Miss Match (série télévisée) : Master Z
- 2004 : Death and Texas : Ray Ray Ellis
- 2004 : Churchill: The Hollywood Years : Denzil Eisenhower
- 2005 : 40 ans, toujours puceau (The 40 Year Old Virgin), de Judd Apatow : Jay
- 2005 : Weeds (série télévisée) : Conrad Shepard
- 2006 : American Dad! (série télévisée) : Hot Rod
- 2006 : Son ex et moi (Fast Track): Doctor Hakim Oliver
- 2007 : Les Rois du patin (Blades of Glory) : Jesse
- 2008 : Maman porteuse (Baby Mama), de Michael McCullers : Oscar
- 2008 : Love Gourou (The Love Guru), de Marco Schnabel : Darren Roanoke
- 2009 : Saint John of Las Vegas : Virgil
- 2010-2011 : Super Hero Family : George St. Cloud (rôle régulier - 20 épisodes)
- 2011 : A Little Bit of Heaven : Peter Cooper
- 2012 : Think Like a Man, de Tim Story : Zeke
- 2013 : Last Vegas de Jon Turteltaub : Lonnie
- 2014 : Think Like a Man Too, de Tim Story : Zeke
- 2014 : Top Five de Chris Rock : Benny
- 2015 : DUFF : Le faire-valoir de Ari Sandel : Principal Buchanan
- 2016 : Almost Christmas de David E. Talbert
- 2018 : Back to the school
- 2018-2023 : A Million Little Things : Rome Howard (rôle régulier 87 épisodes)

## Voix françaises
| - David Krüger dans : - Too Legit: The MC Hammer Story (téléfilm) - Explosion imminente - Weeds (série télévisée) - Baby Mama - Super Hero Family (série télévisée) - The Good Wife (série télévisée) - Lucien Jean-Baptiste dans : - Le Smoking - 40 ans, toujours puceau - Love Gourou - Blunt Talk (série télévisée) | - Jean-Baptiste Anoumon dans : - Top Five - A Million Little Things (série télévisée) - Holiday Rush - Jean-Paul Pitolin dans : - Unité 9 (série télévisée) - DUFF : Le faire-valoir Et aussi - Serge Faliu dans Coup monté - Daniel Lobé dans Les Rois du patin - Sidney Kotto dans Last Vegas - Eilias Changuel dans Mad Dogs (série télévisée) - Olivier Prémel dans Back to School |